# Шипната
Шипната је мало ненасељено острво у хрватском делу Јадранског мора.
Острво се налази 0,5 км западно од Вргаде. Површина острва износи 0,085 км². Дужина обалске линије је 1,14 км.. Највиши врх на острву је висок 23 метара.